# Sede del Genio Civile (Pistoia)
La sede del Genio Civile è un edificio razionalista di Pistoia progettato da Giorgio Giuseppe Gori.
Il progetto è caratterizzato dalla ricerca di chiarezza distributiva, ottenuta articolando l'edificio facilmente leggibile in blocchi distinti raccordati tra loro dai collegamenti verticali concentrati in un nodo centrale. Il corpo più alto accoglie l'area direzionale; la zona degli uffici occupa il corpo orizzontale; il basamento è occupato dalle le autorimesse. I volumi regolari sono scanditi dall'alternanza tra pieni e vuoti e tra materiali.